# Застінок
Застінок, застінки (пол. zaścianek, zaścianki) — сільське поселення в Речі Посполитій та Великому князівстві Литовському (Білорусь, Україна, Литва, Польща). Це тип невеликого сільського поселення в Білорусі, Україні, Литві та Польщі у XVI—XX століттях.
У 1930-1940-ті роки частина з них була реорганізована, частина перейменована у села.

## Назва
Назва походить від поняття «за стіною», де «стіна» — як «межа». Виникли разом із околицями.
Назва виникла від слова тотожного кордонові. Під час проведення реформи 1557 р., відомої як «Устава на волоки», у ВКЛ була введена трипільна сівозміна і земля в більшості районів була переміряна. Після цього межування залишилися певні відрізки (наділи, проміжки) «за кордоном» або «за стіною», які знаходилися в кінці поля і передавалися в тримання зазвичай дрібній шляхті.
Це слово мало те саме значення, що і шляхетська околиця (пол. okolica szlachecka). У Литві зазвичай називали застінками хату з окремими господарськими спорудами та земельною ділянкою, що належить їй.
Шляхетський застінок села був відокремлений від частини, населеної селянами уявною стіною (звідси і назва). Деякі також пов'язують походження цієї назви з близькістю, в якій знаходилися двори такої знаті.

## Характеристика
Зазвичай представляло поселення по одному двору господарства на одну родину, аналогічне заможному дворищу. Близьке до хуторів, від яких відрізняється умовами виникнення та соціальної приналежності мешканців.
З часом поряд з шляхетським двором могли виникати й інші садиби, і застінок перетворювався в невелике село. За цими поселеннями термін «застінок» часто зберігався: наприклад, Застінок Брили, Корнюшкін Застінок та інші.
Застінки зазвичай створювались з-за збільшення чисельності однієї родини та подрібненням маєтку предка. Застінкова шляхта (мешканці застінків) зберігали юридичну та культурну відокремленість, а також судові, політичні та економічні привілеї. Застінки була ізольовані від селянських поселень («змішані» шлюби були дуже рідкісними). Мешканців застінків вирізняли патріотизм, релігійність, велика прихильність до лицарських традицій та рідного краю. Деякі з цих сіл зберегли прикметник «шляхетське», наприклад, Бжезьно-Шляхецьке, Шляхецький-Ляс тощо.
Застінки були найчисленнішими на Мазовії, Підляшші, Поділлі, вони були широко поширені на землях колишнього Великого князівства Литовського, сягаючи далеко за межу Березини та Дніпра (Сожська шляхта і Друтська шляхта), а також — у Помор'ї.

## Цікаві факти
У деяких застінках на Поділлі (Україна), наприклад, у с. Чайковичі, протягом півстоліття радянської влади збереглося усвідомлення шляхетного походження, поділу села на «шляхетну» та «селянську» частину, шляхетні традиції та звичаї і навіть поняття про мезальянс.